# Escuela de Summerhill

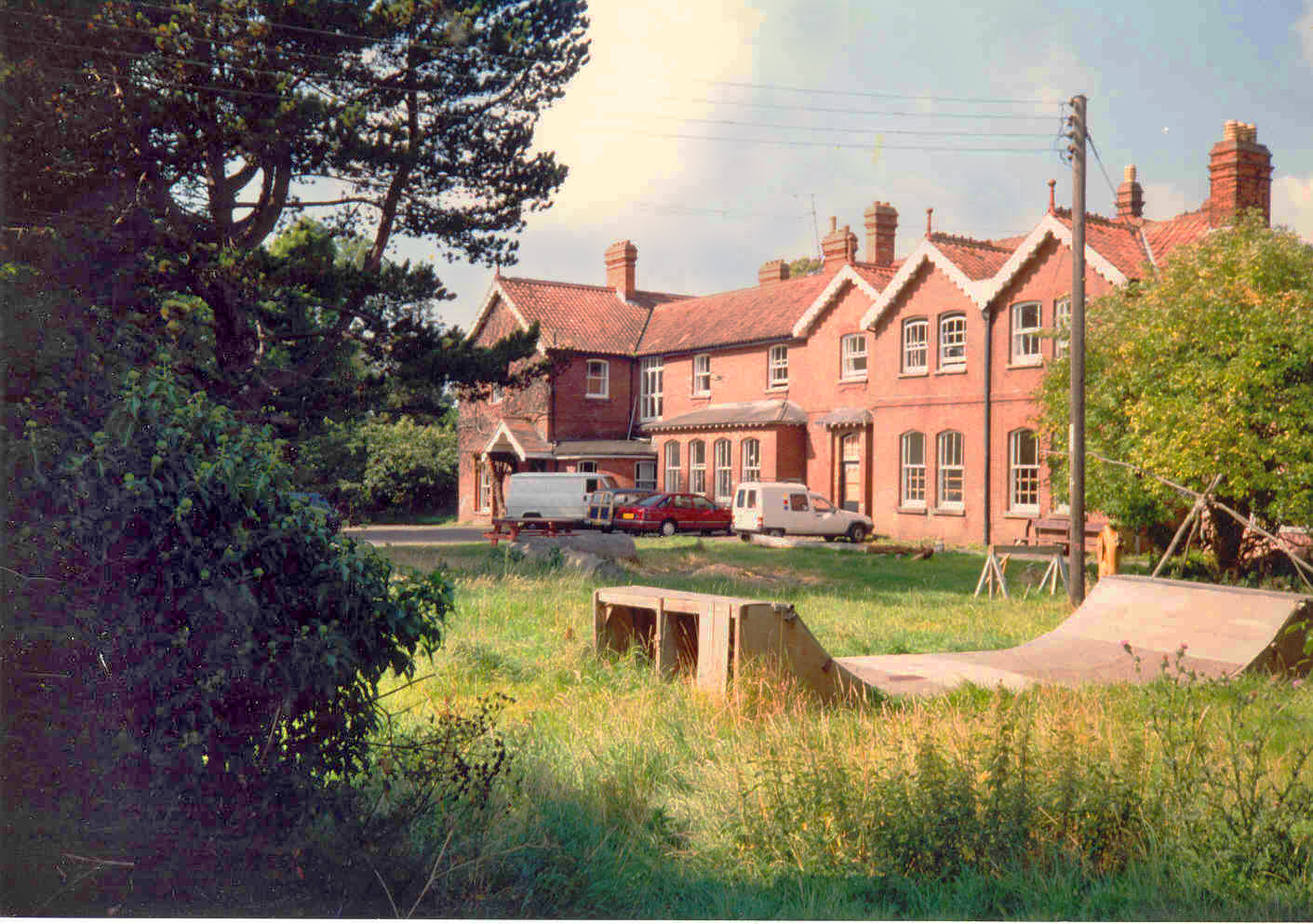
Escuela de Summerhill.

Summerhill es el nombre de una escuela fundada por Alexander Sutherland Neill en una granja del mismo nombre en la aldea de Lyme Regis (1924-1927) en el sur de Inglaterra. Como centro pedagógico ‘no-directivo’, tuvo su origen en Alemania, en 1921, en Hellerau, un suburbio de Dresde, con el nombre de Neue Schule, de allí se trasladaría primero a Sonntagberg (Austria) y más tarde al mencionado lugar de Inglaterra, hasta que en 1927 se instaló en su sede de Leiston (Suffolk), pero conservando su denominación de Summerhill. A pesar de su controvertida pedagogía, se considera pionera dentro del movimiento de las llamadas “escuelas libres”. Atiende a niños de educación primaria y secundaria. Tras la muerte de A. S. Neill, continuó en la dirección su hija Zoë Neill Readhead.

## Principios educativos
En “Summerhill” se desarrolla una educación basada en los siguientes principios pedagógicos que Neill expuso en sus obras:
- Firme convicción en la bondad natural de los seres humanos.
- La felicidad como máxima aspiración de la educación.
- El amor y el respeto como bases de la convivencia.
- La importancia de la corporalidad y la sexualidad.[5]

A partir de estos principios que se relacionan con el pensamiento de Rousseau y Wilhelm Reich, la escuela funciona con unas características especiales que la diferencian de las escuelas convencionales. Entre ellas destacan:
- Ausencia de exámenes y calificaciones.
- Asistencia no obligatoria a las clases.
- La asamblea como órgano de gestión.
- Ausencia de reprimendas y sermones.
- Trato igualitario entre niños y adultos.
- No se imparte enseñanza religiosa.[8]

### Ideales
Neill establece que la principal meta de una escuela debe ser auxiliar a sus alumnos para que estos sean capaces de encontrar la felicidad propia y por eso propone un modelo muy diferente al de las escuelas tradicionales, que según él solo consiguen promover una atmósfera de miedo. Para que una persona sea feliz necesita primero ser libre para escoger su propio camino. Por eso renuncia a cualquier tipo de autoridad moral o jerárquica.
En Summerhill, ningún adulto tiene más derechos que un niño, todos tienen los mismos derechos. Todos deben ser libres, entendiendo la libertad como una construcción colectiva. La libertad no acaba cuando comienza la del otro, como defendían los iluministas, la libertad precisa que todos sean libres para existir. Neill diferencia entre libertad y libertinaje. La libertad que se le otorga al niño en esta escuela es beneficiosa para que descubra cosas por sí mismo y experimente con el entorno, sin embargo, este modo de vida no significa que el niño pueda faltarle el respeto al maestro o que se comporte de manera inadecuada.
Neill observaba que la pedagogía tradicional crea en los niños una tendencia al egoísmo, quedando sin desarrollar el altruismo. En Summerhill el niño es egoísta pero ese egoísmo no es malo en sí mismo. El egoísmo infantil es una etapa del desarrollo del niño (tesis acorde con las investigaciones del psicólogo suizo Jean Piaget) que si se desarrolla naturalmente desembocará en el altruismo; porque existe un momento en el que el niño necesita de los demás y entonces su propio egoísmo le abre a la comunidad.[cita requerida] Inculcar a los niños principios altruistas antes de que sean capaces de asimilarlos solo produce individuos miedosos e hipócritas, como ocurre con la educación tradicional y su interferencia autoritaria. Según Neill, «solo a través del miedo se puede forzar el interés de alguien».

### Educación en libertad
Para Neill, la educación en libertad es posible porque el niño responde positivamente al amor y la libertad. En Summerhill todas sus aulas son opcionales, los alumnos pueden escoger las que desean frecuentar y las que no desean. Neill fundó la escuela con el convencimiento de que «un niño debe vivir su propia vida, no una vida que sus padres quieran que viva, no una vida decidida por un educador que supone saber lo que es mejor para el niño».
La educación de Summerhill entra dentro de la pedagogía antiautoritaria, desarrollada en distintos lugares del mundo donde existen escuelas similares. Neill planteaba que el origen de los problemas de muchos niños (y adultos) era fruto de la influencia ejercida por una sociedad enferma, regida por los miedos y la violencia. Aunque se ofrecen clases y talleres de todo tipo, Summerhill es sobre todo una comunidad antes que una escuela. El auténtico aprendizaje se da en la convivencia de chicos y chicas, el autogobierno y el ejercicio de la responsabilidad. Gracias a una interacción respetuosa con los demás, los chicos aprenden a vivir en sociedad. En Summerhill cualquier tipo de protocolización de la educación se rechaza, siendo la educación académica secundaria y dándole gran importancia a la partición en el taller.
Este estilo tan particular de educación es el principal punto de conflicto de Summerhill con las autoridades educativas británicas, ya que el no ser la asistencia a clase obligatoria implica que el aula no sea el centro de aprendizaje de la escuela, y por lo tanto los profesores dan lecciones solamente si los alumnos están dispuestos a recibirlas.
Se ha destacado en el programa de Summerhill la importancia dada al juego y las actividades artísticas y creativas, como el teatro o la danza, frente al tradicional de asignaturas y materias sometidas al rigor de los libros de texto. Asimismo es definitoria la ausencia de educación religiosa.

### La asamblea
En esa escuela todas las reglas de convivencia y soluciones a los problemas que surgen en el día a día son resueltas en una asamblea celebrada semanalmente, donde cada persona sea alumno, profesor o funcionario, tiene derecho a hablar y votar, manteniéndose el principio de que todos los votos valen lo mismo. La asamblea es el órgano de gobierno en Summerhill, con potestad para decidir todo, menos la contratación y sueldo de los maestros.  Su funcionamiento está también reglamentado y existen varios cargos sin poder y rotatorios para escribir las actas de las reuniones o moderar los debates, por ejemplo. Se reúne una vez por semana y en las ocasiones extraordinarias que lo requieran. Existe un tribunal y un defensor del pueblo. Como explicaba el propio Neill, la asamblea es la verdadera lección que aprenden los niños. Las normas de la escuela son construidas entre todos, todos se sienten parte del colectivo y se empeñan en mejorarlo.

## Influencias
En 1917 Neill visitó Little Commonwealth, una escuela-reformatorio dirigida por Homer Lane, psicoanalista estadounidense. Lo que más le llamó la atención fue que los propios jóvenes internos, presos por cometer delitos, gestionaban el espacio. Otro psicoanalista que tuvo fuerte influencia sobre Summerhill fue Wilhelm Reich, amigo personal y también analista suyo. Se nota la presencia de sus ideas, en especial en la defensa de una educación colectiva en sustitución de la educación burguesa y estratificada.

## En televisión
En el 2008, la BBC lanzó una miniserie sobre la escuela Summerhill, cuya trama se enmarca en 1999, cuando la OFSTED (The Office for Standards in Education) quiso cerrar la escuela.